# Assentaments vikings a Groenlàndia

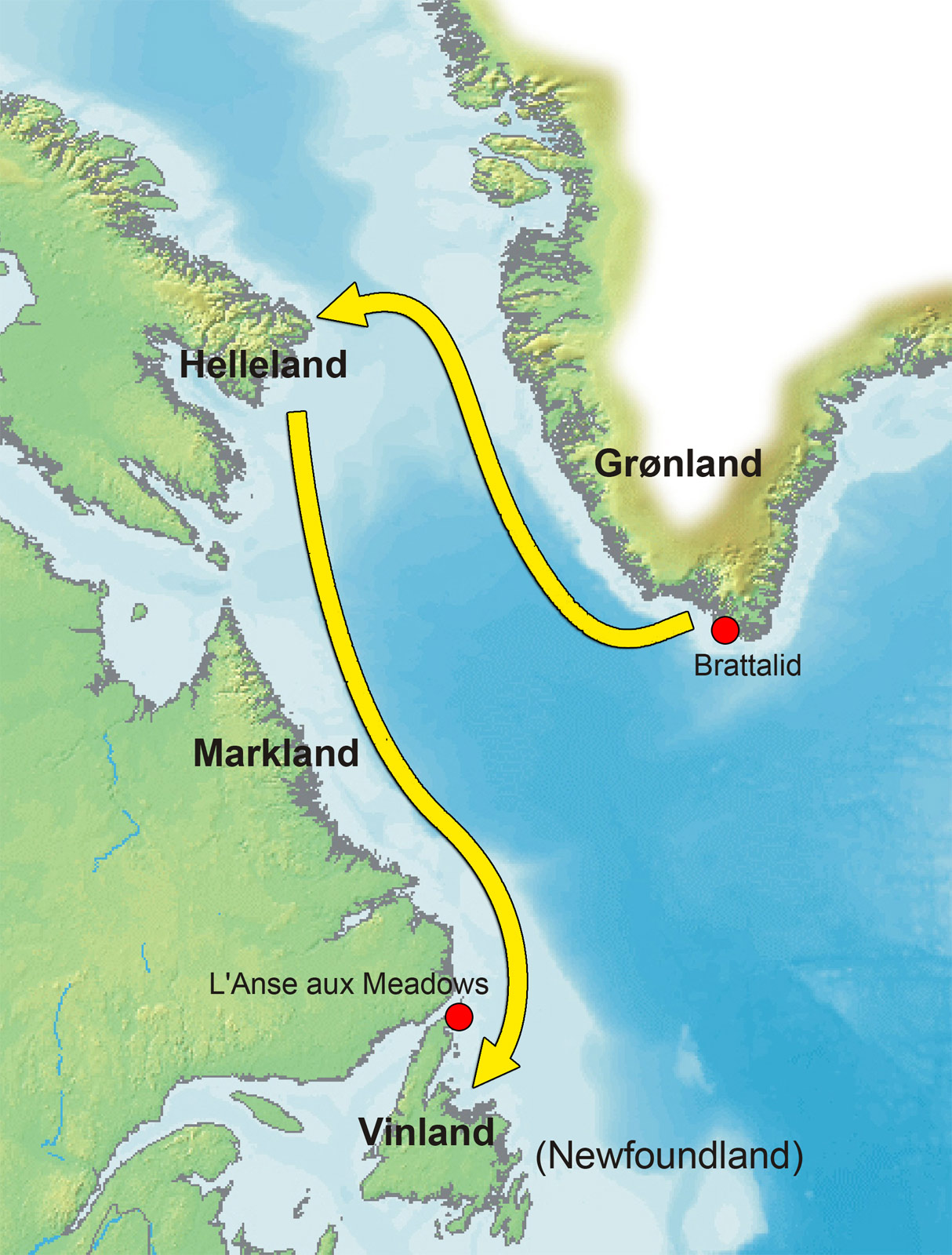
Els assentaments vikings en l'oest segons les sagues de Vinlàndia.

Els assentaments vikings a Groenlàndia va ser un intent dels exploradors vikings per colonitzar Groenlàndia a la fi del segle x (cap a 985), un esdeveniment protagonitzat principalment per colons de la Mancomunitat Islandesa segons les sagues nòrdiques: saga dels Groenlandesos i saga d'Erik el Roig, totes dues escrites en el segle xiii. Els primers albiraments es registren amb el testimoniatge de Gunnbjörn Ulfsson en el seu accidentat viatge de Noruega a Islàndia cap a finals del segle IX o principis del segle x i Snaebjörn Galti en 978. Posteriorment Erik el Roig en 982, condemnat pel thing de Thorness a un desterrament de tres anys per assassinat, va aprofitar aquests anys per a explorar unes terres que havia batejat com Groenlàndia (terra verda) perquè pensava que més gent s'animaria a participar en una futura exploració si el nom era atractiu. Cap a 985, Erik i 25 naus van partir des d'Islàndia cap a Groenlàndia, però només van arribar a la seva destinació 14 d'elles sense incidències.

## Colònies
Malgrat el remot del territori i les dificultats, van arribar a florir tres colònies:
- L'Assentament Oriental (nòrdic antic: Eystribyggð), el més gran, en segles posteriors va arribar a tenir fins a 500 granges, un monestir agustí, un convent benedictí i dotze parròquies per a uns 4000 o 5000 habitants.[3] Actualment s'identifica amb l'actual Kujalleq. Aquí es va establir Erik el Roig que va ocupar les millors terres a Eiríksfjord (Eiríksfjörð, avui Tunugdliarfik),[4] per a la seva hisenda i li va donar el nom de Brattahlíð (avui Qassiarsuk).
- L'Assentament Occidental (nòrdic antic: Vestribyggð), més petit, amb un centenar de granges i uns 1000 o 1400 habitants. Actualment s'identifica amb l'actual Sermersooq.
- L'Assentament Mitjà, identificat amb l'actual Ivittuut, vinculat a vegades com part de l'assentament oriental i amb unes 20 granges descobertes en jaciments arqueològics; possiblement l'última a establir-se i la primera a desaparèixer cap al segle xiv.

A Groenlàndia els primers colons ràpidament es van organitzar i van crear el seu propi thing i lleis basades en el model islandès. En el seu màxim apogeu, les colònies van poder albergar fins a 10.000 habitants. Durant quinze anys, els nous colons van estar més ocupats per consolidar els seus establiments que a satisfer la seva ànsia exploradora; després d'aquest parèntesi Leif Eriksson, fill de Erik el Roig, protagonitzaria l'inici d'un altre dels capítols de l'exploració cap a l'oest, arribant fins a Vinland (avui Illa de Terranova).

## Galeria d'imatges

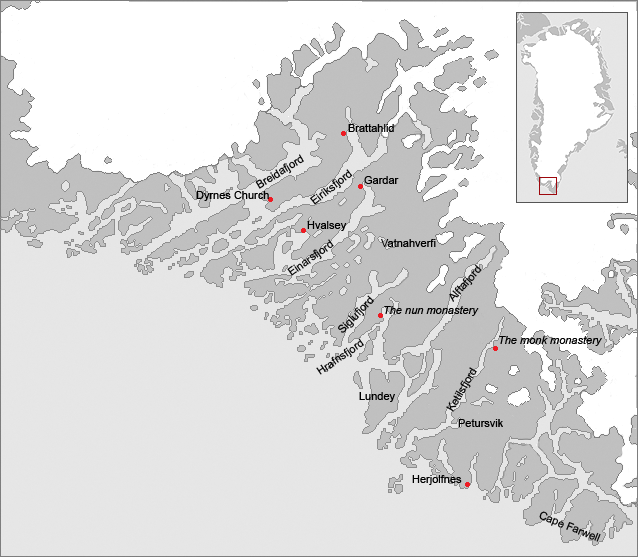
Situació de les ruïnes de granges en la zona de l'assentament oriental.
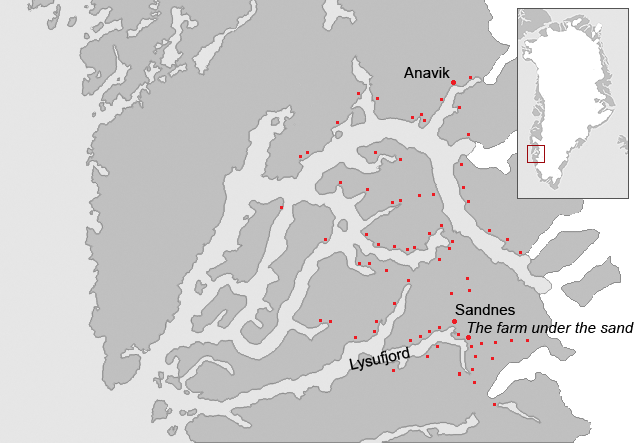
Situació de les ruïnes de granges en la zona de l'assentament occidental.
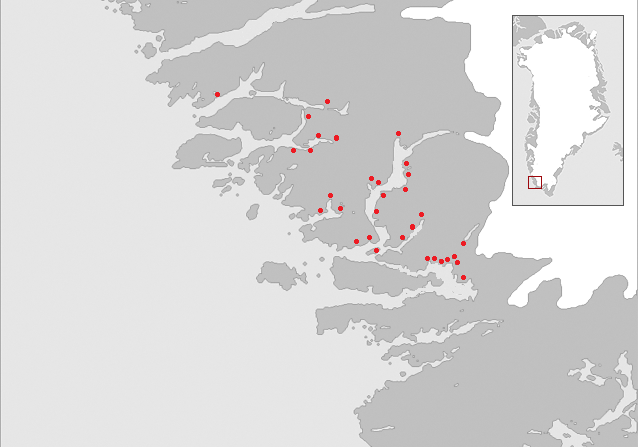
Situació de les ruïnes de granges en la zona de l'assentament mitjà.

## Protagonistes

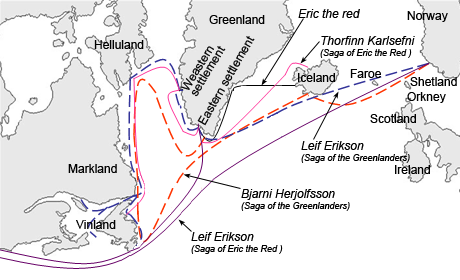
Representació dels viatges vikings a Groenlàndia a la Saga Grœnlendinga i a la Saga d'Erik el Roig.

Al Landnámabók apareixen els noms dels primers colons que van acompanyar a Erik el Roig i van aconseguir el seu objectiu en l'assentament oriental, van ser:
- Herjolf, a Herjolfsnes, va posar nom al seu territori com Herjólfsfjörð (avui Amitsuarssuk).[6]
- Ketil, a Ketilsfjord (avui Tasermiut).[7]
- Hrafn, a Hrafnsfjord (avui Alluitsoq).[6]
- Solvi, a Solvadale (avui Kangikitsok).[8]
- Helgi Þorbrandsson, a Alptafjord (avui Sermilik).[6]
- Thorbjorn Glora, a Siglufjord (avui Uunartoq).[8]
- Einar, a Einarsfjord (avui Igaliku).[9]
- Hafgrim, a Hafgrimsfjord (avui Ekaluit) i Vatnahverfi.[6]
- Arnlaug a Arnlaugsfjord.[10]
- Thorkel Farserk, a Hvalseyarfjord (avui Hvalsey (Qaqortukulooq) prop de Qaqortoq).

Leif Eriksson, malgrat les reticències del seu pare, va ser qui va afavorir l'expansió del cristianisme a la Groenlàndia seguint les premisses del rei Olaf Tryggvason, segons la saga d'Erik el Roig.

## Decadència

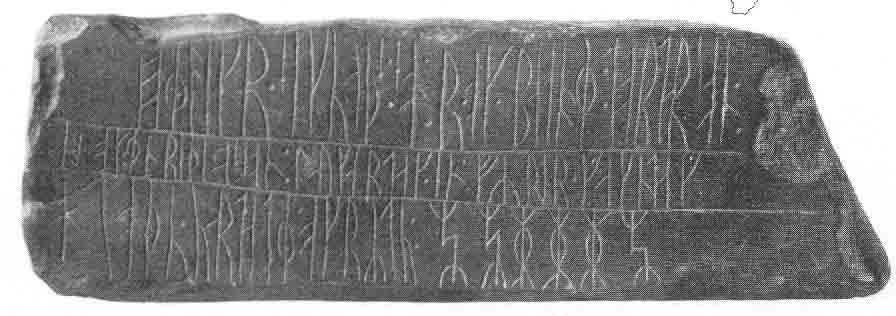
Pedra rúnica de Kingittorsuaq, testimoniatge de la presència nòrdica a Groenlàndia.

Els vikings ja van protagonitzar la desforestació d'Islàndia per a construir les seves estructures i la crema de pastures que van accelerar l'erosió del sòl i tot fa suposar que van seguir amb les mateixes pràctiques a Groenlàndia, un territori encara més inhòspit. Després de gairebé 500 anys els assentaments nòrdics van desaparèixer entre el segle xiv i XV, segons algunes hipòtesi a causa d'una Petita Edat de Gel que va fer impossible la supervivència de les colònies, que depenien dels subministraments noruecs procedents d'Islàndia, però els icebergs a la deriva van impedir una comunicació fluida; a això es van sumar fams i hi ha indicis de plaga que probablement van acabar per eliminar els últims vestigis de la colonització.
L'últim registre històric dels nòrdics data del 16 de setembre de 1408, quan encara romania activa l'església de Hvalsey i es detalla el matrimoni entre els islandesos Thorsteinn Olafsson i Sigridr Bjornsdóttir; a partir d'aquest moment ja no hi ha més notícies fins que en 1723 Hans Egede va explorar els assentaments al sud i només va trobar ruïnes tal com apareixen avui.